# 黑暗努曼諾爾人
在托爾金的虛構史前世界裡，黑暗努曼諾爾人是第二紀元開始聚居在中土大陸安都因河以南海岸地區的努曼諾爾人後裔。

## 來歷
在整個第二紀元，努曼諾爾人的力量和智慧與日俱增，他們全神貫注地追求他們的極限，到最後，他們開始探究他們必須面對的問題－死亡。
|  | 但是死亡的恐懼在他們身上愈来愈強烈，他們也想盡一切辦法来拖延它。於是他們開始為自己的死亡興建巨大的陵墓，而他們的智者則不斷努力想要發現召回生命的秘密…… |

（努曼諾爾淪亡史－《精靈寶鑽》）
他們希望能夠免除死亡，導致他們嫉妒不死的精靈，伊露維塔賜予那些精靈擁有和人類相似的肉體，而死亡卻是伊露維塔給予人類的。
不過，塔爾-安卡麗蒙在第二紀元2221年登基後，
|  | 努曼諾爾人在他的時代開始分裂。佔大多數的一邊稱之為「皇帝的人馬」，他們愈来愈驕傲，並且開始疏遠艾爾達與維拉。 |

（「努曼諾爾淪亡史」－《精靈寶鑽》）
「皇帝的人馬」因此逐漸向來到努曼諾爾的索倫靠攏；
|  | ……那至尊魔戒，很快就支配了絕大部分的努曼諾爾人。 |

（托爾金的信件第211號）
在努曼諾爾王國的末年，強大但年長的亞爾-法拉松變得異常衰老，索倫向他勸說伊露維塔只是維拉們捏造出來的謊言，並引誘他；
|  | ……回過頭來崇拜黑暗，從此尊米爾寇為主宰；剛開始他是暗暗地拜，但沒多久就在百姓面前公開進行。 |

（「努曼諾爾淪亡史」－《精靈寶鑽》）
努曼諾爾的人民都跟著膜拜，並很快地傳到努曼諾爾在中土大陸的殖民地；
|  | ……當索倫逗留在努曼諾爾的日子裡，幾乎所有島民的心都轉向了黑暗。在那段時期東航前來在中土大陸沿海築堡定居的人，都早已聽從他的意志…… |

（「魔戒與第三紀元」－《精靈寶鑽》）

## 宗教信仰
|  | 努曼諾爾的人類，絕大多數散居在大陸海岸邊的區域，但是其中大部分都已經受到邪惡的誘惑而墮落了…… |

（「西方之窗」－《魔戒》）
他們崇拜黑暗和米爾寇，使「皇帝的人馬」和少數一些堅信伊露維塔的努曼諾爾人逐漸分離，這些人遂成為黑暗努曼諾爾人。
埃蘭迪爾在中土大陸建立的新王國視這些黑暗努曼諾爾人為背叛者，從此冠以這個名字；
|  | ……黑暗努曼諾爾人……這些人在索倫掌權的時候居住在中土世界，他們敬拜魔王，以此換取邪惡的知識。 |

（「黑門開啓」－《魔戒》）

## 敵人
少數親近精靈及忠於伊露維塔的努曼諾爾人在努曼諾爾陸沉後仍倖存，他們當中的首領伊蘭迪爾馬上建立了剛鐸及亞爾諾兩國。
而黑暗努曼諾爾人及其後裔則不保有忠實伊露維塔的意識，
|  | ……他們不斷繁衍，但對剛鐸的憎惡並沒有減弱。 |

（「附錄甲」－《魔戒》）

## 昂巴
|  | ……但是由於吉爾加拉德的威勢，這些大有力量又邪惡的背叛貴族們，大多遠遠避居在南方。 |

（「魔戒與第三紀元」－《精靈寶鑽》）
努曼諾爾敗亡後，「皇帝的人馬」的後人佔據了努曼諾爾在中土大陸南端的殖民地，其領土內距離流亡王朝最接近的便是西北邊境的昂巴，在努曼諾爾敗亡後，倖存的黑暗努曼諾爾人在昂巴居住了達千年之久，對哈拉德威治產生了很大的影響，甚至到第三紀元1015年，
|  | ……哈拉德的人類被來自昂巴的人驅使，組成強大的力量對抗那要塞…… |

（「附錄甲」－《魔戒》）

## 向索倫俯首
努曼諾爾陸沉之際（也可能是最後聯盟之役期間），索倫的形體毀壞了，此時，黑暗努曼諾爾人的領土不再受索倫控制，當黑暗努曼諾爾人在第三紀元1050年逃離昂巴後，登丹人在那裡建了巨大的白柱以羞辱索倫（在第三紀元2951年之前，該白柱仍未被破壞）。

## 著名的黑暗努曼諾爾人
第二紀元末，有兩位黑暗努曼諾爾人的首領叫赫魯莫（Herumor）及富努爾（Fuinur），一如以往的努曼諾爾人及「皇帝的人馬」，他們追求超越其他人類的力量，他們在哈拉德林人當中有很大的威信，那些哈拉德林人則是昂巴的鄰人。沒有人知道赫魯莫及富努爾的命運如何，他們或許和索倫一樣，被精靈及人類最後同盟擊敗，另外，亦有人認為赫魯莫及富努爾被索倫授予力量之戒，成為戒靈。
其中三位強大的努曼諾爾領袖變成戒靈，那些國王、巫師及戰士，在九戒的影響下變成非常強大，他們當中有人很可能是首位黑暗努曼諾爾人，可能就是赫魯莫及富努爾。其中一封托爾金所寫的信件提到，安格馬巫王可能是努曼諾爾人的後裔。
在另一封信件裡，托爾金提到，剛鐸國王塔拉農·法拉斯特的妻子貝露庭爾王后（Queen Berúthiel）是一位黑暗努曼諾爾人，來自黑暗努曼諾爾人的「內陸城市」，大抵是指昂巴以南的某處。他們兩人之間沒有愛情，這可能只是一樁政治婚姻，這可能意味著，親剛鐸的黑暗努曼諾爾人佔大多數，數量上勝過索倫之口等人。

## 後期
第二紀元末，精靈及人類最後同盟的勝利標示著黑暗努曼諾爾人的迅速衰落：
|  | 索倫失敗後，他們的人口驟降，有些還融入到中土大陸的人類裡…… |

（「附錄甲」－《魔戒》）
在小說裡亦可印證這個事實：
|  | ……有些人則是無所事事，喪失鬥志；有些則是彼此征戰，互相削弱力量，直到他們被野人所征服為止。 |

（「西方之窗」－《魔戒》）
第三紀元1050年，色雅赫（Ciryaher）在昂巴擊敗黑暗努曼諾爾人，黑暗努曼諾爾人更衰微，但可以肯定的是，直至第三紀元末，他們還有倖存者，如在黑門前嘲笑伊力薩王的索倫之口便是黑暗努曼諾爾人，「變節者」，那是自由子民用以稱呼類似民族所用的詞語。
黑暗努曼諾爾人不使用通用語，或許仍流通阿登奈克語及其方言。